# Thomas Harris
Pour les articles homonymes, voir Thomas Harris (homonymie) et Harris.
Œuvres principales
- Le Silence des agneaux
- Dragon Rouge

Thomas Harris est un journaliste et écrivain américain de langue anglaise, né le 11 avril 1940 à Jackson dans le Tennessee.
Spécialisé dans le thriller, il est connu pour sa série de romans mettant en scène le personnage d'Hannibal Lecter. Tous ses romans (à l'exception de Cari Mora) ont été adaptés au cinéma, la plus notable adaptation étant Le Silence des agneaux, par Jonathan Demme, qui est devenue le troisième film de l'histoire des Oscars, avec Vol au-dessus d'un nid de coucou et New York-Miami, à obtenir la quinte majeure (« Big Five ») aux Oscars.

## Biographie
Thomas Harris est né à Jackson, dans le Tennessee, mais a déménagé avec sa famille à Rich, dans le Mississippi. Fils unique, il était introverti à l’école primaire mais s'est épanoui au lycée. Il a fréquenté l'université Baylor de Waco, au Texas, où il s'est spécialisé en anglais et a obtenu son diplôme en 1964. Pendant ses études, il a travaillé comme journaliste pour le journal local, The Waco Tribune-Herald (en), en couvrant les faits divers. En 1968, il s'installe à New York pour travailler chez Associated Press jusqu'en 1974, année où il commence à écrire à son premier roman Black Sunday.
Il publie Black sunday en 1975 et connaît ensuite le succès international avec ses quatre thrillers autour du personnage d'Hannibal Lecter, en s'inspirant du travail de l'agent du FBI Robert Ressler.
Le Silence des agneaux est adapté au cinéma par Jonathan Demme en 1991. Jodie Foster interprète un agent du FBI et Anthony Hopkins le fameux psychiatre « Hannibal le cannibale ». Cette prestation lui vaut de remporter l'Oscar du meilleur acteur en 1991 et de figurer pour toujours comme un des monstres sanguinaires les plus inquiétants du cinéma.
Thomas Harris entretient des rapports étroits avec le FBI, et notamment avec la Division des sciences comportementales de l'académie de Quantico (Virginie) chargée des affaires liées aux tueurs en série, et qui lui a permis d'obtenir nombre d'informations utiles pour l'écriture de ses livres.

## Vie privée
On sait peu de choses sur la vie privée de Thomas Harris, qui évite la publicité et s'est fait très discret depuis 1976.
À l'université Baylor, il rencontre Harriet Anne Haley, une autre étudiante, puis l'épouse en juin 1961. Ils ont une fille, Elizabeth Anne, avant leur divorce en août 1968.
Thomas Harris est resté proche de sa mère Polly. Il discutait souvent avec elle de ses romans ; elle est morte le 31 décembre 2011.
Thomas Harris vit dans le sud de la Floride et a une résidence d'été à Sag Harbor, dans l'État de New York. Sa compagne, Pace Barnes, est une femme qui, selon USA Today, « travaillait auparavant dans le secteur de l'édition et est aussi extravertie que silencieuse ».
Morton Janklow, ami et agent littéraire de Harris, a déclaré à son sujet : « C'est un bon type. Il est grand, barbu et merveilleusement jovial. Si vous le rencontriez, vous penseriez que c'est un chef cuisinier. Il adore cuisiner. »

## Œuvre

#### TétralogieHannibal Lecter
1. Red Dragon (paru en 1981)
Publié en français sous le titre : Dragon Rouge / trad. Jacques Guiod. Paris : Mazarine, 1982, 411 p.  (ISBN 2-86374-094-6) ; Pocket, coll. "Pocket Terreur" n° 9001, 1992, 413 p.  (ISBN 2-266-05132-6) ; Albin Michel, 11/2000, 379 p.  (ISBN 2-226-12043-2) ; Pocket, coll. "Pocket Thriller" n° 11543, 05/2004, 413 p.  (ISBN 2-266-14544-4)
2. The Silence of the Lambs (1988), grand prix de littérature policière, prix Mystère de la critique 1991
Publié en français sous le titre : Le Silence des agneaux / trad. Monique Lebailly. Paris : Albin Michel, 1990 ; Pocket, coll. "Pocket Terreur", n° 9071, 1992.  (ISBN 2-266-04744-2) ; Pocket, coll. "Pocket Thriller" n° 11542, 11/2003, 384 p.  (ISBN 2-266-13953-3)
3. Hannibal (1999)
Publié en français sous le titre : Hannibal / trad. Bernard Cohen. Paris : Albin Michel, 01/2000, 493 p.  (ISBN 2-226-11382-7) ; Pocket, coll. "Pocket Thriller" n° 11544, 02/2002, 600 p.  (ISBN 2-266-11021-7) ; Pocket, coll. "Pocket Thriller" n° 11544, 02/2004, 600 p.  (ISBN 2-266-14308-5)
4. Hannibal Rising (2006)
Publié en français sous le titre : Hannibal Lecter : Les Origines du mal / trad. Bernard Cohen. Paris : Albin Michel, 01/2007,  (ISBN 978-2-226-17663-9) ; Pocket, coll. "Pocket Thriller" n° 13553, 11/2008, 377 p.  (ISBN 978-2-266-17933-1)

#### Autres romans
- Black Sunday (1975)

- Cari Mora (2019)

### Filmographie

#### Adaptations de ses œuvres au cinéma
- 1977 : Black Sunday, film de John Frankenheimer, avec les acteurs Robert Shaw, Bruce Dern et Marthe Keller dans les rôles principaux, d'après le roman de même nom.
- 1986 : Le Sixième Sens (Manhunter), film scénarisé et réalisé par Michael Mann, avec l'acteur Brian Cox, d'après Dragon rouge.
- 1991 : Le Silence des agneaux (The Silence of the Lambs), film de Jonathan Demme, sur un scénario de Ted Tally, avec Jodie Foster, Anthony Hopkins, Scott Glenn et Ted Levine dans les rôles principaux, d'après le roman de même nom.
- 1999 : Sangharsh, film de Tanuja Chandra (en), avec Preity Zinta, Akshay Kumar, Ashutosh Rana, d'après Le Silence des agneaux.
- 2001 : Hannibal, film de Ridley Scott, d'après le roman de même nom.
- 2002 : Dragon rouge (Red Dragon), film scénarisé par Ted Tally et réalisé par Brett Ratner, avec l'acteur Anthony Hopkins, d'après le roman de même nom.
- 2007 : Hannibal Lecter : Les Origines du mal, film réalisé par Peter Webber, d'après le roman de même nom.

#### Adaptations pour la télévision
- 2013-2015 : Hannibal, série télévisée développée par Bryan Fuller, avec l'acteur Mads Mikkelsen
- 2021 : Clarice, série télévisée développée par Alex Kurtzman et Jenny Lumet, avec Rebecca Breeds dans le rôle de Clarice Starling

## Parodies
- 1994 : Le Silence des jambons (titre original : Il silenzio dei prosciutti), film italien écrit et réalisé par Ezio Greggio.
- 2001 : Scary Movie 2, film américain réalisé par Keenen Ivory Wayans. La scène où Shorty est drogué et que Hanson lui ouvre le crâne fait référence à Hannibal.

## Prix et nominations

### Prix
- Prix Bram-Stoker 1989 du meilleur roman pour The Silence of the Lambs[3]
- Prix Anthony 1989 du meilleur roman pour The Silence of the Lambs[4]
- Grand prix de littérature policière 1991 pour Le Silence des agneaux[5]
- Prix Mystère de la critique 1991 pour Le Silence des agneaux[6]

### Nomination
- Prix Macavity 1989 du meilleur roman pour The Silence of the Lambs[7]